# Gran Premio di Monaco 1983
Il Gran Premio di Monaco 1983 è stata la quinta prova della stagione 1983 del Campionato mondiale di Formula 1. Si è corsa domenica 15 maggio 1983 sul Circuito di Montecarlo. La gara è stata vinta dal finlandese Keke Rosberg su Williams-Ford Cosworth; per il vincitore si trattò del secondo successo nel mondiale. Ha preceduto sul traguardo il brasiliano Nelson Piquet su Brabham-BMW e il francese Alain Prost su Renault.
Fu la centocinquantatreesima, e ultima, vittoria per una vettura spinta dal motore Ford Cosworth DFV.

## Vigilia

### Sviluppi futuri
Il pilota belga Thierry Boutsen firmò un accordo con l'Arrows per diventarne titolare a partire dal Gran Premio del Belgio, al posto del brasiliano Chico Serra, che venne comunque impiegato per la gara monegasca.

### Aspetti tecnici
Il regolamento del circuito limitava a 50 kg la benzina che poteva essere presente presso i box per la gara di Montecarlo, ciò, di fatto, rendeva impossibile la strategia del rifornimento in gara, ormai adottata da molte scuderie. Bernie Ecclestone, patron della Brabham, aveva chiesto, inutilmente, una modifica del regolamento, minacciando anche il boicottaggio della gara nel caso di risposta negativa. Ecclestone propose anche l'esclusione, per il futuro, della gara dal calendario iridato.

### Aspetti sportivi
Diversi piloti affrontarono il weekend di gara in non perfette condizioni fisiche: Keke Rosberg aveva subito un'intossicazione nei giorni precedenti, mentre Niki Lauda aveva sofferto di problemi intestinali. Elio De Angelis e Piercarlo Ghinzani erano colpiti da malesseri e febbre. Tutti poterono però prendere parte regolarmente alle prove.
Visto che alla gara erano ammessi solo 20 piloti, e solo 26 erano ammessi alle qualifiche, furono necessarie anche le prequalificazioni, al fine di eliminare subito due piloti. Sei furono costretti a parteciparvi: i due della Toleman, i due della Theodore, Eliseo Salazar della RAM e Piercarlo Ghinzani, dell'Osella.

## Prequalifiche

### Resoconto
Le Theodore furono le due vetture eliminate nel corso delle prequalifiche. Roberto Guerrero subì un problema alla trasmissione, mentre Johnny Cecotto andò a muro, uscendo dal Tunnel.

### Risultati
Nella sessione di prequalifica si è avuta questa situazione:
| Pos                        | Nº | Pilota           | Costruttore             | Tempo    | Status |
| -------------------------- | -- | ---------------- | ----------------------- | -------- | ------ |
| 1                          | 36 | Bruno Giacomelli | Toleman-Hart            | 1'32"190 | PQ     |
| 2                          | 17 | Eliseo Salazar   | RAM March-Ford Cosworth | 1'32"502 | PQ     |
| 3                          | 35 | Derek Warwick    | Toleman-Hart            | 1'33"453 | PQ     |
| Vetture non prequalificate |    |                  |                         |          |        |
| NPQ                        | 34 | Johnny Cecotto   | Theodore-Ford Cosworth  | 1'33"817 | NPQ    |
| NPQ                        | 33 | Roberto Guerrero | Theodore-Ford Cosworth  | 1'38"389 | NPQ    |

## Qualifiche

### Resoconto
Nella giornata del giovedì il più rapido fu Alain Prost su Renault, che precedette di oltre tre decimi René Arnoux della Ferrari. Anche la seconda fila provvisoria fu monopolizzata da Renault e Ferrari, mentre al quinto posto chiuse Keke Rosberg, il primo pilota che non godeva di una vettura a motore turbo. Chiuse solo diciassettesimo Patrese, penalizzato da un guasto della sua vettura che lo costrinse a rientrare a piedi ai box e utilizzare la vettura di riserva. Anche peggio fecero le McLaren, che non riuscirono nemmeno a ottenere un tempo sufficiente alla qualificazione provvisoria. La spiegazione di questa scarsa competitività risiedeva negli pneumatici Michelin che, studiati, per vetture dotate di motore turbo, non entravano in temperatura su una monoposto a motore a pressione atmosferica.
Al sabato la pioggia fece la sua comparsa sul tracciato e nessun pilota fu in grado di migliorare i tempi ottenuti al giovedì. Alain Prost conquistò perciò la sua nona pole position nel mondiale, la ventinovesima per la Renault; i due piloti della McLaren, Niki Lauda e John Watson non si qualificarono: per l'austriaco si trattò dell'unica mancata qualifica nella sua carriera nel mondiale di F1, mentre per Watson l'unico precedente risaliva al Gran Premio, sempre di Monaco, del 1980. Nelle prove libere del mattino la Michelin aveva portato un nuovo tipo di mescola che aveva consentito a Lauda di fermare il cronometro su 1'27"59, tempo sufficiente per la qualificazione. Nelle prove ufficiali del pomeriggio, svolte sotto la pioggia, il più veloce fu Keke Rosberg in 1'52 netti, davanti a René Arnoux ed Eddie Cheever. Durante questa sessione la Goodyear fece utilizzare alla Ferrari degli pneumatici radiali. Al termine della stessa vi fu anche un confronto teso tra Riccardo Patrese e Patrick Tambay in merito a delle manovre effettuate in pista dal padovano che vennero criticate dal francese.

### Risultati
Nella sessione di qualifica si è avuta questa situazione:
| Pos                     | Nº | Pilota             | Costruttore             | Tempo    | Griglia |
| ----------------------- | -- | ------------------ | ----------------------- | -------- | ------- |
| 1                       | 15 | Alain Prost        | Renault                 | 1'24"840 | 1       |
| 2                       | 28 | René Arnoux        | Ferrari                 | 1'25"182 | 2       |
| 3                       | 16 | Eddie Cheever      | Renault                 | 1'26"279 | 3       |
| 4                       | 27 | Patrick Tambay     | Ferrari                 | 1'26"298 | 4       |
| 5                       | 1  | Keke Rosberg       | Williams-Ford Cosworth  | 1'26"307 | 5       |
| 6                       | 5  | Nelson Piquet      | Brabham-BMW             | 1'27"273 | 6       |
| 7                       | 22 | Andrea De Cesaris  | Alfa Romeo              | 1'27"680 | 7       |
| 8                       | 2  | Jacques Laffite    | Williams-Ford Cosworth  | 1'27"726 | 8       |
| 9                       | 25 | Jean-Pierre Jarier | Ligier-Ford Cosworth    | 1'27"906 | 9       |
| 10                      | 35 | Derek Warwick      | Toleman-Hart            | 1'28"017 | 10      |
| 11                      | 3  | Michele Alboreto   | Tyrrell-Ford Cosworth   | 1'28"256 | 11      |
| 12                      | 29 | Marc Surer         | Arrows-Ford Cosworth    | 1'28"346 | 12      |
| 13                      | 23 | Mauro Baldi        | Alfa Romeo              | 1'28"639 | 13      |
| 14                      | 12 | Nigel Mansell      | Lotus-Ford Cosworth     | 1'28"721 | 14      |
| 15                      | 30 | Chico Serra        | Arrows-Ford Cosworth    | 1'28"784 | 15      |
| 16                      | 9  | Manfred Winkelhock | ATS-BMW                 | 1'28"975 | 16      |
| 17                      | 6  | Riccardo Patrese   | Brabham-BMW             | 1'29"200 | 17      |
| 18                      | 26 | Raul Boesel        | Ligier-Ford Cosworth    | 1'29"222 | 18      |
| 19                      | 11 | Elio De Angelis    | Lotus-Renault           | 1'29"518 | 19      |
| 20                      | 4  | Danny Sullivan     | Tyrrell-Ford Cosworth   | 1'29"530 | 20      |
| Vetture non qualificate |    |                    |                         |          |         |
| NQ                      | 36 | Bruno Giacomelli   | Toleman-Hart            | 1'29"552 | NQ      |
| NQ                      | 8  | Niki Lauda         | McLaren-Ford Cosworth   | 1'29"898 | NQ      |
| NQ                      | 7  | John Watson        | McLaren-Ford Cosworth   | 1'30"283 | NQ      |
| NQ                      | 31 | Corrado Fabi       | Osella-Ford Cosworth    | 1'30"495 | NQ      |
| NQ                      | 17 | Eliseo Salazar     | RAM March-Ford Cosworth | 1'31"229 | NQ      |
| NQ                      | 32 | Piercarlo Ghinzani | Osella-Alfa Romeo       | 1'35"572 | NQ      |

## Gara

### Resoconto
Una forte pioggia colpì il tracciato in mattinata, per poi ripresentarsi, anche se in maniera modesta, fino a circa mezz'ora prima del via. Dopo il giro di ricognizione, alcuni piloti (tra cui le due Williams), decisero di montare gomme slick, pur non essendo il tracciato ancora del tutto asciutto.
Al via Alain Prost (che, come la maggioranza dei piloti su delle vetture turbo, montava gomme da bagnato per evitare che l'eccesso di potenza facesse slittare le gomme lisce sull'asfalto umido) mantenne la testa, mentre René Arnoux venne subito passato da Eddie Cheever e da Keke Rosberg. Il finlandese, già nel corso del primo giro, prese il comando del gran premio, davanti alle due Renault, alle due Ferrari, seguite da Andrea De Cesaris, e dell'altro pilota della Williams, Jacques Laffite. Quest'ultimo recuperò subito diverse posizioni, portandosi al quarto posto, dietro ad Arnoux, che aveva comunque sopravanzato Cheever.
Al sesto giro la vettura di Arnoux toccò quella di Laffite: la Ferrari finì contro un marciapiede, tanto che ne risultò danneggiato lo pneumatico posteriore sinistro. Ciò mise in tilt la centralina elettronica, così che René Arnoux fu costretto al ritiro. Laffite proseguì la sua rimonta, installandosi al secondo posto, al giro 8, approfittando anche del cambio gomme effettuato da Prost. Al terzo posto, intanto, si era portato Patrick Tambay, che però, poco dopo, fu anch'egli costretto a montare gomme da asciutto, e scendere al di fuori della zona dei punti. Tra l'altro il francese dovette attende alcuni giri per poter effettuare il cambio-gomme. Scalava così al terzo posto Marc Surer (Arrows), che precedeva Derek Warwick (su Toleman) ed Alain Prost.
Prost, che guidava una vettura in cui la quarta marcia era andata fuori uso, resistette al quinto posto fino al giro 22, quando venne passato da Nelson Piquet. La graduatoria rimase, almeno nelle prime posizioni, invariata fino al giro 49, quando Warwick assaltò la terza posizione di Surer. Il britannico però centrò la vettura dell'elvetico, ed entrambi furono costretti all'abbandono. Davanti, le Williams stavano dominando la gara ma al giro 53 Keke Rosberg subì una perdita di potenza del propulsore, tanto che il motore si spense all'altezza della chicane delle Piscine: il finlandese fu capace di far ripartire la vettura, riuscendo anche a far sì che la monoposto non sbandasse, finendo contro i guard-rail; Jacques Laffite, al secondo posto, invece si ritirò al cinquantacinquesimo passaggio, per un guasto al cambio. Ora Piquet era secondo, seguito da Prost, Patrese, Tambay e Danny Sullivan.
Anche la gara di Riccardo Patrese s'interruppe anzitempo (al giro 65), per un problema elettrico della sua Brabham. Entrò in zona punti Mauro Baldi, che chiuse sesto, conquistando così i primi punti in carriera, così come Sullivan (quinto). Keke Rosberg riuscì a vincere, per la seconda volta nel mondiale, davanti a Nelson Piquet e Alain Prost.

### Risultati
I risultati del gran premio furono i seguenti:
| Pos | No | Pilota             | Costruttore             | Giri | Tempo/Ritiro                | Pos. Griglia | Punti |
| --- | -- | ------------------ | ----------------------- | ---- | --------------------------- | ------------ | ----- |
| 1   | 1  | Keke Rosberg       | Williams-Ford Cosworth  | 76   | 1h56'38"121                 | 5            | 9     |
| 2   | 5  | Nelson Piquet      | Brabham-BMW             | 76   | + 18"475                    | 6            | 6     |
| 3   | 15 | Alain Prost        | Renault                 | 76   | + 31"366                    | 1            | 4     |
| 4   | 27 | Patrick Tambay     | Ferrari                 | 76   | + 1'04"297                  | 4            | 3     |
| 5   | 4  | Danny Sullivan     | Tyrrell-Ford Cosworth   | 74   | + 2 giri                    | 20           | 2     |
| 6   | 23 | Mauro Baldi        | Alfa Romeo              | 74   | + 2 giri                    | 13           | 1     |
| 7   | 30 | Chico Serra        | Arrows-Ford Cosworth    | 74   | + 2 giri                    | 15           |       |
| Rit | 6  | Riccardo Patrese   | Brabham-BMW             | 64   | Problemi elettrici          | 17           |       |
| Rit | 2  | Jacques Laffite    | Williams-Ford Cosworth  | 53   | Cambio                      | 8            |       |
| Rit | 29 | Marc Surer         | Arrows-Ford Cosworth    | 49   | Collisione con D.Warwick    | 12           |       |
| Rit | 35 | Derek Warwick      | Toleman-Hart            | 49   | Collisione con M.Surer      | 10           |       |
| Rit | 11 | Elio De Angelis    | Lotus-Renault           | 49   | Trasmissione                | 19           |       |
| Rit | 25 | Jean-Pierre Jarier | Ligier-Ford Cosworth    | 32   | Sospensione                 | 9            |       |
| Rit | 16 | Eddie Cheever      | Renault                 | 30   | Motore                      | 3            |       |
| Rit | 22 | Andrea De Cesaris  | Alfa Romeo              | 13   | Cambio                      | 7            |       |
| Rit | 28 | René Arnoux        | Ferrari                 | 6    | Sospensione                 | 2            |       |
| Rit | 26 | Raul Boesel        | Ligier-Ford Cosworth    | 3    | Collisione con M.Winkelhock | 18           |       |
| Rit | 9  | Manfred Winkelhock | ATS-BMW                 | 3    | Collisione con R.Boesel     | 16           |       |
| Rit | 3  | Michele Alboreto   | Tyrrell-Ford Cosworth   | 0    | Collisione con N.Mansell    | 11           |       |
| Rit | 12 | Nigel Mansell      | Lotus-Ford Cosworth     | 0    | Collisione con M.Alboreto   | 14           |       |
| NQ  | 36 | Bruno Giacomelli   | Toleman-Hart            |      |                             |              |       |
| NQ  | 8  | Niki Lauda         | McLaren-Ford Cosworth   |      |                             |              |       |
| NQ  | 7  | John Watson        | McLaren-Ford Cosworth   |      |                             |              |       |
| NQ  | 31 | Corrado Fabi       | Osella-Ford Cosworth    |      |                             |              |       |
| NQ  | 17 | Eliseo Salazar     | RAM March-Ford Cosworth |      |                             |              |       |
| NQ  | 32 | Piercarlo Ghinzani | Osella-Alfa Romeo       |      |                             |              |       |
| NPQ | 34 | Johnny Cecotto     | Theodore-Ford Cosworth  |      |                             |              |       |
| NPQ | 33 | Roberto Guerrero   | Theodore-Ford Cosworth  |      |                             |              |       |

## Classifiche

### Piloti
| Pos. | Pilota          | Punti |
| ---- | --------------- | ----- |
| 1    | Nelson Piquet   | 21    |
| 2    | Alain Prost     | 19    |
| 3    | Patrick Tambay  | 17    |
| 4    | Keke Rosberg    | 14    |
| 5    | John Watson     | 11    |
| 6    | Niki Lauda      | 10    |
| 7    | René Arnoux     | 8     |
| 8    | Jacques Laffite | 7     |
| 9    | Eddie Cheever   | 4     |
| 10   | Marc Surer      | 4     |
| 11   | Danny Sullivan  | 2     |
| 12   | Mauro Baldi     | 1     |
| =    | Johnny Cecotto  | 1     |

### Costruttori
| Pos. | Team                   | Punti |
| ---- | ---------------------- | ----- |
| 1    | Ferrari                | 25    |
| 2    | Renault                | 23    |
| 3    | Brabham-BMW            | 21    |
| 4    | McLaren-Ford Cosworth  | 21    |
| 5    | Williams-Ford Cosworth | 21    |
| 6    | Arrows-Ford Cosworth   | 4     |
| 7    | Tyrrell-Ford Cosworth  | 2     |
| 8    | Alfa Romeo             | 1     |
| =    | Theodore-Ford Cosworth | 1     |